# Alizay
Alizay é uma comuna francesa na região administrativa da Normandia, no departamento de Eure. Estende-se por uma área de 8,65 km². Em 2010 a comuna tinha 1 589 habitantes (densidade: 183,7 hab./km²)..